# Timișești
Timișești è un comune della Romania di 4 056 abitanti, ubicato nel distretto di Neamț, nella regione storica della Moldavia. 
Il comune è formato dall'unione di 5 villaggi: Dumbrava, Plăieșu, Preutești, Timișești, Zvorănești.